# 프로 피트
프로 피트(일본어: プロ・フィット)는 일본의 연예 기획사로 주로 성우를 관리하고 있다.

## 개요
아임 엔터프라이즈 출신 매니저 타네무라 마코토가 2003년 퇴사 후 설립함. 부속 양성소는 프로 피트 성우 양성소를 2004년 4월에 설립했으며 계열사로 어샘블하트와 음악 프로덕션 사운드 윙이 있다.

## 소속 성우

### 남성
- 오카모토 노부히코
- 스기자키 료
- 타카하시 신야
- 마츠오카 타로
- 미네 켄이치
- 이시카와 카이토

연합 소속
- 고바야시 고스케
- 세키 코지
- 소마 코우치로
- 니시노 마사토

성우 소속
- 시오야 요쿠
- 나카무라 세이노스케

### 여성
- 이시가미 시즈카
- 오카다 우리코
- 타카모리 나츠미
- 유우키 아오이
- 모리사와 아미
- 마츠 노조미
- 나카네 구미코

연합 소속
- 나카츠마 쥬리
- 하즈키 리에
- 미야케 마리아

성우 소속
- 코모리 마나미